# 膽管
胆管為膽汁由肝臟傳送至十二指腸的一個管道。
肝内的胆小管逐级合并成左、右肝管，出肝门再合成为肝总管；肝总管与胆囊管汇合成胆总管。
肝細胞持續不斷的製造膽汁濃縮並儲存於膽囊中；平时胆汁由肝管、肝总管经过胆囊管入胆囊，进食时贮存于胆囊的浓缩胆汁经过胆囊管、胆总管进入十二指肠。
當脂肪進入十二指腸中會刺激膽囊間歇的分泌出膽汁幫助分解脂肪。
胆囊管发生梗塞可引起胆囊积液，而肝总管或胆总管发生梗塞则造成阻塞性黄疸。